# 格拉博赫弗
格拉博赫弗（德語：Grabowhöfe）是德国梅克伦堡-前波美拉尼亚州的市镇，隶属于梅克伦堡湖区县。总面积为43.09平方千米，截至2023年12月31日总人口为1,371人。